# 金县芒
金县芒（学名：Miscanthus jinxianensis），为禾本科芒属下的一个植物种。